# 2004 في تركيا
فيما يلي قوائم الأحداث التي وقعت خلال عام 2004 في تركيا.

## أفلام
من الأفلام التي صدرت هذه السنة في تركيا:
- 1 يناير – الرحلة الكبرى من إخراج إسماعيل فروخي.

## برامج ومسلسلات وأنمي
- الغريب

## وفيات

### مارس
- 22 مارس – جانيت اكيوز ماتيي (مواليد 1943) عالمة فلك تركية.

### أغسطس
- 15 أغسطس – سميحة بيركسوي (مواليد 1910) مغنية تركية.

### سبتمبر
- 23 سبتمبر – ديدو سوتيريو (مواليد 1909)